# Monte Shasta
O Monte Shasta (em inglês:  Mount Shasta) é um monte localizado na Cordilheira das Cascatas, no norte estado norte-americano da Califórnia, com 4322 m de altitude e 2994 m de proeminência topográfica, o que o torna um pico ultraproeminente. É o segundo ponto mais alto da sua cordilheira e o mais alto da Califórnia fora da Sierra Nevada. Tem a particularidade de o seu topo estar mais de 3000 m acima da planície que o rodeia.
Segundo a mitologia dos povos locais as grandes geleiras da montanha são "as marcas dos pés de Deus quando um dia veio a Terra". Para alguns ameríndios o local é habitado pelo espírito do chefe Skell que desceu dos céus até ao topo da montanha.
Segundo alguns grupos New Age, em agosto de 1930, o alquimista Saint Germain contatou Guy Ballard, fundador do Movimento "Eu Sou" (braço da Sociedade Teosófica de Madame Blavatsky e do Barão Olcott), aos pés do monte Shasta e revelou-lhe os segredos da hierarquia cósmica, a história da humanidade e diversos mistérios iniciáticos.
No Monte Shasta ocorre um estranho acontecimento: as geleiras, nos últimos 60 anos, quase que dobraram de tamanho e, tudo, isso por causa de uma coisa que deveria derretê-las: o aquecimento global. A maior das geleiras tinha pouco mais de 3000 metros de extensão. Hoje têm 900 metros a mais, e crescem 15 metros por ano.
Isso se deve ao aumento de 30% das nevascas no lugar.